# Karabük, Manavgat
Karabük là một xã thuộc huyện Manavgat, tỉnh Antalya, Thổ Nhĩ Kỳ. Dân số thời điểm năm 2011 là 675 người.